# Каноссиане

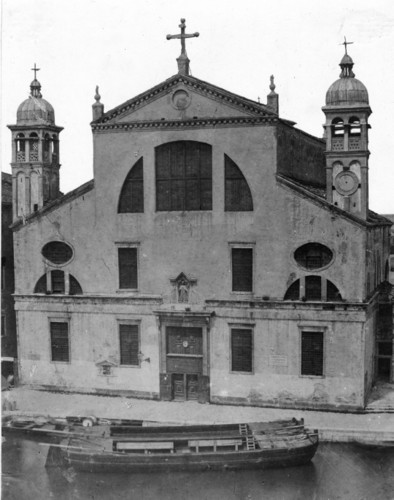
Церковь св. Луции в Венеции (не сохранилась), место рождения ордена

Каноссиа́не (лат. Congregatio Filiorum a Caritate, FDCC), Конгрегация сыновей Божественной любви — мужская католическая монашеская конгрегация, основанная в 1831 году в Венеции священником Франческо Луццо по аналогии с женским орденом каноссианок, основанных ранее святой Магдаленой из Каноссы.

## История
В 1808 году Магдалена из Каноссы основала в Вероне первую обитель, как объединение монахинь, имеющее своей целью воспитание и образование девочек из неимущих семей, а также помощь приходским священникам в благотворительной и катехизаторской деятельности в приходах. В 1828 году папа Лев XII утвердил устав объединения, получившего официальное имя «Конгрегация дочерей Божественной любви» и неофициальное каноссианки.
В 1831 году священник Франческо Луццо основал в Венеции аналогичное мужское объединение, которое сначала работали вместе с каноссианками при венецианском храме св. Луции и занимались воспитанием мальчиков из бедных семей и сирот. В 1844 году каноссиане переехали в бывший францисканский монастырь и начали вести независимую благотворительную деятельность.
В 1897 году кардинал Джузеппе Сарто (впоследствии папа Пий X) утвердил монашескую конституцию ордена. В 1938 году конституция была переработана. В 1960 году конгрегация каноссиан была официально утверждена Святым Престолом.

## Современное состояние
Глава конгрегации носит титул генерального препозита, его резиденция находится в Вероне.
В 2014 году в конгрегации состояло 144 монаха, из них 109 священников. Ордену принадлежит 35 обителей.